# Via del Plebiscito
Via del Plebiscito è una via centrale di Carrara, chiusa tra una schiera di palazzi settecenteschi e le mura del giardino del Principe. Si trovano in questa via l'antica Accademia di Belle Arti istituita dalla Duchessa Maria Teresa Cybo Malaspina, la Chiesa del Suffragio, il palazzo Lazzoni e i resti de La Fonte Antica.